# Damascus, Arkansas
Damascus är en ort i Van Buren County i delstaten Arkansas, USA.